# Jacques-Antoine Dulaure
Jacques-Antoine Dulaure (ur. 3 grudnia 1755 w Clermont-Ferrand, zm. 18 sierpnia 1835 w Paryżu) – francuski pisarz.

## Wybrane publikacje
- Description des principaux lieux de France (1788-90, 6 t.)
- Histoire civile, physique et morale de Paris (1821-22, 7 t.)
- Des cultes qui ont précédé et amené l’idolâtrie et l’adoration des figures humaines (1805, in-8°)
- Des Divinités génératrices, ou du culte du Phallus chez les anciens et les modernes, des cultes du dieu de Lampsaque, de Pan, de Vénus, etc. (1806, in-8°)